# Samuel Weymouth Tapley Seaton

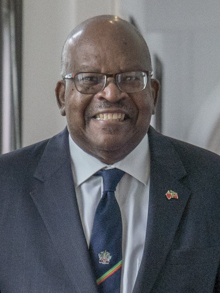
Samuel Weymouth Tapley Seaton (2018)

Sir Samuel Weymouth Tapley Seaton, GCMG CVO QC JP (* 28. Juli 1950; † 29. Juni 2023) war ein Politiker aus Saint Kitts and Nevis. Er war der vierte Generalgouverneur von 2015 bis 2023 von St. Kitts und Nevis.

## Leben
Tapley Seaton wurde auf Saint Kitts geboren. Seine Eltern waren William A. Seaton und dessen Frau, Pearl A. Seaton, geborene Godwin.

### Ausbildung
Seaton erhielt seine Ausbildung an der Epworth Junior School, an der Basseterre High School und an der St. Kitts-Nevis Grammar School. Danach wechselte er an die University of the West Indies in Jamaika, wo er einen Bachelor of Laws erwarb. Weitere Studien unternahm er am Council of Legal Education (England) und an der Universität Bordeaux in Frankreich.

### Karriere
Seaton begann seine Beamtenlaufbahn im St. Kitts-Nevis Judicial Service, wo er als Registrar des Supreme Court, Provost Marshal und Additional Magistrate arbeitet. 1975 diente er als Crown Counsel für die Kammer des Attorney Generals und wirkte als Registrar des High Court. 1980 wurde er selbst Attorney General of Saint Kitts and Nevis, ein Amt, das er bis 1995 ausfüllte. 1988 wurde er zum Kronanwalt (Her Majesty’s Counsel) ernannt. Am 23. Oktober 1985 erhielt er die Ehrung des Commander of the Royal Victorian Order (CVO). Am 9. November 2015 wurde er als Knight Grand Cross des Order of St. Michael and St. George (GCMG) geadelt und führt seither die Anrede „Sir“.
Neben seinen offiziellen Ämtern diente Seaton in einer Reihe von Ehrenämtern (Boards, National Committees & Organisations). Er war unter anderem Director of SSMC, der Chamber of Industry and Commerce, und der Frigate Bay Development Corporation; Präsident der St. Christopher Heritage Society (The St. Christopher National Trust), der St. Kitts-Nevis Bar Association (Rechtsanwaltsvereinigung von St. Kitts-Nevis) und der OECS Bar Association, sowie Vizepräsident der Brimstone Hill Fortress National Park Society und des St. Christopher National Trust; Vorsitzender von Cable & Wireless (vormals SCANTEL).
Seaton kam in die Position des Acting Governor-General nach dem Sturz seines Vorgängers Edmund Wickham Lawrence am 20. Mai 2015. Am 1. September 2015 wurde er von Königin Elisabeth II. auf Vorschlag des Premierministers Timothy Harris zum Generalgouverneur ernannt. Am 1. Februar 2023 übernahm die bisherige Stellvertreterin Marcella Liburd als seine Nachfolgerin das Amt.